# 12472 Samadhi
12472 Samadhi (1997 CW11) là một tiểu hành tinh vành đai chính được phát hiện ngày 3 tháng 2 năm 1997 ở Kitt Peak Observatory west thuộc Tucson by Spacewatch program, which gets the credit for this minor planet's discovery.